# Tettamanti A. Károly
Tettamanti A. Károly  (Makó, 1912. december 3. – Budapest, 1983. június 3.) kémikus, Kossuth-díjas vegyészmérnök, a magyar szerves kémiai technológia meghatározó alakja, a leningrádi Technológiai Intézet díszdoktora, aki a Budapesti Műszaki Egyetem tanszékvezető egyetemi tanáraként vegyészmérnök generációkat nevelt majd 25 éven keresztül.

## Iskolái
Tettamanti Albin Károly Makón született, édesapja Tettamanti Béla makói középiskolai tanár volt, többek között az ifjú József Attila, a későbbi költő tanára. Édesapja később a szegedi egyetem tanára, majd professzora lett. Tettamanti A. Károly alsóbb iskoláit Makón végezte (1927), míg a négy felsőgimnáziumot a szegedi Állami Klauzál Gábor reálgimnáziumban, ahol 1931-ben tett jeles érettségi vizsgát. Egyetemi tanulmányait Szegeden kezdte meg az 1931-32-es tanévben, a Szegedi Tudományegyetem matematikai - természettudományi karának, fizika-, matematika-, és kémia-hallgatója volt. Tanulmányait a Budapesti Műszaki Egyetem vegyészmérnöki karán folytatta 1932 őszétől fogva, és ahol jeles eredménnyel szerzett diplomát 1936-ban. Még az egyetemi évek alatt, IV. évesen (1935 ősze) lett gyakornok a Műegyetem Szerves Kémiai Tanszékén, ahol tovább dolgozott a diploma megszerzését követően is, ugyancsak gyakornoki minőségben egykori tanára, dr. Zempléni Géza professzor irányítása mellett. 1937-ben tanársegédi kinevezést kapott, 1938-tól a tanszék adjunktusa lett. A tanszéken eltöltött időszaka alatt a laboratóriumi gyakorlatok vezetését látta el, de ezzel párhuzamosan részt vett a tanszék kutatásaiban is. (salyarzan- és glycosida kutatások)

## Pályafutása

### 1939 - 1948
Az egyetemet elhagyva, tudását a gyakorlati életben kívánta hasznosítani. 1939-ben lett az Alkaloida Vegyészeti Gyár Rt. büdszentmihályi (ma Tiszavasvári) telepének üzemvezető főmérnöke, később 1941-től az üzem igazgatója. Itt a gyár modernizálása, rekonstrukciója volt a legfőbb feladata, s a veszteséges üzemet csakhamar jól prosperáló vállalkozássá változtatta. Megbízást kapott a szlovákiai Hlohovec (Galgóc) városában egy főképp orvosi morfin előállítására szakosodott gyógyszer-vegyészeti gyár létrehozásával, amelynek szervezését, tervezését, építésének levezetését is elvégezte (1943 adták át). 1942-ben azonban egy üzemi baleset során megsérült a szlovákiai gyárban, mindkét lábán több törést szenvedett, és emiatt közel nyolc esztendőn keresztül volt csökkent munkaképességű. Első esztendőben többnyire ágyhoz kötött beteg volt. 1944-ben a Sztójai kormány megbízottja indoklás nélkül elbocsátotta állásából, majd a Szálasi uralom idején családjával Miskolc környékén húzta meg magát. Szakmai környezetében azt tartották speciális szaktudása miatt erővel Németországba kívánják szállíttatni.
1945-ben, még a Debrecenben megalakuló kormány egy képviselője felkérésének eleget téve, az Alkaloida Gyár Rt. termelésének újraindítását megszervezte és levezényelte. 1946-ban több műtéten esett át, amelynek következtében majdnem teljesen visszanyerte járóképességét. Amennyire egészsége engedte gyártervezői munkát végzett a Jóvátételi Hivatal számára, 1946-tól fogva.

### 1948 - 1961
1948-ban újabb műtéten esett át ezúttal Bécsben, amelyet követően már be tudott aktívan kapcsolódni szinte teljes emberként a Magyarországon beinduló penicillin kutatásba, a Phylaxia Rt.-nél. Később is a penicillingyártás kutatásait irányította, amikor 1949-től kinevezték a Központi Biokémiai Laboratórium helyettes igazgatójának. Mind a penicillin táptalajául szolgáló kukorica-pép (corn steep liquor) nagyüzemi előállításai az ászári keményítőgyárban, mind pedig a Pécsett létesülő keményítőgyártásban a Tettamanti Károly által kifejlesztett, és modern eljárásnak számító ellenáramoltatást alkalmazták, a hasznos-anyag kinyerés (fermentálás) folyamatában.
Megtervezte és üzembe állította az első fermentorokat Magyarországon megoldva ezek steril levegőztetését, és aktív tervezője, résztvevője lett a debreceni penicillingyár fermentorai üzembehelyezésének, amely üzemet akkoriban Hajdúsági Gyógyszergyár néven hoztak létre főképp Tettamanti Károly szakmai tervei alapján. Ezzel lehetővé vált a hazai forgalmazású penicillin-injekció gyártása, megannyi baj és betegség forrásának ellenszere.
1949-ben kinevezték a frissen megalakult Központi Biokémiai Laboratórium helyettes igazgatójának, amely tisztséget három éven keresztül látta el, a laboratórium önállóságának létezéséig (1949-1952). 1952-ben a laboratóriumot több más intézménnyel összevonta a minisztérium. Addig, mint helyettes igazgató a penicillingyártás kutatásai mellett, az ipari bakterológia kutatásainak megteremtését, valamint további antibiotikumok kutatásainak megindítását tekintette legfőbb feladatának. Meghívást kapott, s bekapcsolódott a Magyar Tudományos Akadémia Antibiotikum Bizottságának munkájába, ahol az antibiotikum kutatás koordinálását látta el a hazai és nemzetközi tudományos világ szakmai csoportjai között, amelynek kapcsán többször járt külföldön.
1952-ben a nagyvállalattá történő átalakulások központi utasításait végrehajtva, a Központi Biokémiai Ipari Laboratóriumot egyesítették a Gyógyszerkutató Intézettel, Szerves Vegyipari Kutató Intézet néven, amelynek igazgatásával bízták meg, és amely vezetői tisztséget 1961-ig látott el. 1955-1960 között az Intézethez ideiglenes hatállyal hozzárendelték a Műanyag Kutató Intézet irányítását is, amelynek szintén igazgatója lett. Közel ötvenévesen úgy döntött, hogy felgyülemlett nagy szakmai tudását, ezt követően teljes emberként az oktatás terén hasznosítja, mert munkásságát a kutatás-tanítás töretlen egysége jellemezte.

## Pedagógiai tevékenysége
Igazgatói munkája mellett bekapcsolódott aktívan az oktatásba. Meggyőződése volt, hogy igazi változásokat csak egy új vegyészmérnök-nemzedék felnevelése hozhat. 1949-től fokozatosan bekapcsolódott az akkoriban meginduló Gazdasági és Műszaki Akadémia oktatásába is, ahol egészen 1952-ig volt a Vegyipari Műveletek tárgy meghívott előadója.
A Budapesti Műszaki Egyetem Ipari Elméleti Kémia tanszékvezető professzora, Schay Géza kezdetben előadóként hívta meg az 1950-1951-es tanévre az egyetemre oktatónak, amelyet a professzor felkérésének eleget téve, további tanévekben is folyamatosan ellátott.
1952-ben Schay professzor támogatásával Tettamanti Károly és dr. Sárkány György docens életre hívták a "Vegyipari Gépek és Műveletek" tanszéket az egyetemen, kidolgozták magát a tantárgyat, s megszervezték ennek oktatását, és megtervezték hosszú távra az ezzel kapcsolatos tanszéki munkálatokat is.
A Vegyipari Gépek és Műveletek tanszék gyakorlati laboratóriumainak felállítása kapcsán 1953-1955 között a szovjet tudós, M. G. Jefimov lett a megbízott tanácsadó, aki a tárgy jó ismerőjeként a szükséges berendezések tervezését végezte, valamint az általa kijelölt kutatások hazai elindítója volt a hivatalos szovjet-magyar államközi tudós-csereprogram keretében. 1955-ben Jefimov megbízásának lejárta után, Tettamanti Károlyt kinevezték az általa létrehozott tanszék egyetemi tanárává, amelyet a gazdasági szférában ellátott igazgatói állásának megtartása mellett 1961-ig félállásban, de egész emberként végzett. 1961. július 1-től fogva főállásban vezette a tanszéket. Kezdetben 1955-ben a tanszékre történő kinevezésekor Jefimov munkájának folytatását, és befejezését jelölték ki programként számára. 1960-ban beindította az un. "vegyipari félüzemi" oktatást. Az egyetemi tudományos munkához azonban a tanszék nem kapott kellő állami megbízásokat, a beszűkült anyagi háttér miatt, s így a tudományos kutatómunka mindössze két területre koncentrálódhatott, a desztillációra, és extrakcióra, amelyet dr. Tettamanti Károly vezetésével végeztek. A kutatómunka egyik jelentős gazdasági eredményeként kidolgozta a tanszék egyebek mellett a kaprolaktám újszerű, extrakcióját a Hungária Vegyiművek részére.
Mérnök-generációkat nevelt fel, s nem pusztán hatalmas tárgyi tudásával oktatott, hanem tudatosan a mérnöki-szemlélet megerősítésre, hivatás-szeretetre nevelte tanítványait. Személyében példát mutatott diákjainak, akiknek sikerei őszinte örömmel és büszkeséggel töltötték el. Önzetlen, közvetlen pedagógus volt, akinek a labor órái során kialakult embertformáló beszélgetései generációk számára tették felejthetetlenné személyét, és hallgatónak valódi alapot adtak a felkészült szaktudásukon kívül az elinduló pályájukon

## Tudományos munkássága
Korábban már említett penicillingyártás, és antibiotikum kutatás megindítása mellett, munkatársával, dr. Kállay Ferenccel kidolgozta a furán gyártás technológiáját, valamint a kaprolaktám próbagyártásának technológiáját. A ellenáramú megosztás elvét kísérletezte és gondolta tovább a szerves kémiai technológia tárgyköréből, s kidolgozta a többfokozatú ellenáramú folyadék-folyadék rendszer elvén működő keverő ülepítő eljárást, amelynek segítségével nehezen szétválasztható elegyek kinyerésére nyílt lehetőség. Szabadalmazott speciális berendezést fejlesztett ki munkatársával Uskert Andorral Liquofix néven, amellyel akár több száz lépcsős extrakció is megvalósítható lett, és amelyet vegyipar számos területén, egyebek mellett a gyógyszeriparban hasznosítottak, például a digitális glycosid-ok előállításánál.
1952. december 31-én a kémiai tudományok kandidátusának nyilvánították. Legfőbb szakterülete a gyógynövények és hatóanyagok extrakciója volt, és maradt később is, de szívesen és nagy körültekintéssel, hatalmas felkészültséggel tudott gyárakat, üzemeket tervezni, és szakmai szempontból az átadásig művezetni. Számos hazai gyár, és üzem az ő tervei alapján épült, de külföldre is dolgozott.
A Műanyag Kutató Intézet igazgatójakén sokat tett azért, hogy hazánkban is meginduljon széles körben a műszaki műanyagok felhasználása, alkalmazása az ipar területén (műanyag-szivattyú, polyamid-tömb, fogaskerék...stb.) s tette ezt abban a korban, amikor még az ötéves tervek a nehéz-ipar fejlesztésére helyezték a hangsúlyt, s a fémalapú technológiák álltak előtérben. 1956-1959 között a műanyagok elterjedésének népszerűsítése kapcsán az anyag újszerű sokoldalúságát demonstrálandó kidolgozta az "Eugon" nevű atom-kalot modellt, amely idővel, mind a kutatásban, mind pedig az egyetemi, később középiskolai oktatásban polgárjogot nyert idehaza.
Tudományos munkásságát 1962-ben Kossuth-díjjal ismerték el, s számos abban a korban elfogadott magas kitüntetés díjazottja volt, háromszor kapta meg például a Munka Érdemrend arany fokozatát, de elnyerte a Népköztársasági Érdemérem V. fokozatát, de kitüntették a Szocialista Munkáért Érdeméremmel is.

## Utóélete
Élete utolsó időszakában, sok éve már ágyhoz kötött betegen élt, amikor 71 éve korában elhunyt 1983. június 3-án.
A hazai szerves kémia technológia egész mérnök-generációja kötődik még ma is szorosan dr. Tettamanti A. Károly tudományos munkásságához, és a vegyipar széles körében hasznosultak egykor elindított gondolat-csírái.
Nagyon sok terület közül egyik ághoz tartozott egykori fejlesztő kollégájának Sándor Bélának a Kőbányai Gyógyszerárugyár ma Richter Gedeon Rt. gyárban életre hívott kutatócsapata, akik dr. Szász Kálmán és dr. Takács István vezetésével Tettamanti Károly által elindított úton folytattak gyógynövény-extrakciós kísérleteket, s komoly eredményeket értek el a gyógyszergyártás terén, az általuk kifejlesztett az U-extractorral, a fermentálás folyamatát egy U betűt formáló fermentációs útra bontva.
Dr. Tettamanti A. Károly olyan alapokat rakott le, s nem csak a vegyészmérnök társadalomban, amelynek továbbélését hosszabb folyamatok szemlélésével lehetséges valóban áttekinteni, és súlyának megfelelően kezelni.

## Tanulmányainak, tudományos publikációinak jegyzéke[6]
- Géza Zemplén und A. Károly Tettamanti: Über ide Biose des Hesperidins und des Neschesperidins - Berichte, 71 / 2511. 1938.
- Zempléni Géza, dr. Gerecs Á., Tettamanti A. Károly: A "Neolinarin"-ról, a Linaria Vulgarisnak új glukozidjáról - MTA. Matematikai és Természettudományi Értesítője - 55 / 672, 1938.
- Zempléni Géza, dr. Gerecs Á., Tettamanti A. Károly, Faragó Zsuzsanna: A hespiridinnek és neohespiridinnek szerkezete - MTA. Matematikai és Természettudományi Értesítője - 57 / 672, 1938.
- Zempléni Géza / Tettamanti A. Károly közreműködésével: A scillabioz szerkezete - MTA. Matematikai és Természettudományi Értesítője - 57 / 999, 1938.
- Tettamanti Károly: Mezőgazdasági termékek, mint a vegyipar nyersanyagai - MTA Vegyészcsoportjának Közleményei. 1951.
- Tettamanti Károly: Extrakció - Mérnöktovábbképző Intézet kiadása, Budapest, 1951.
- Tettamanti Károly: Vegyipari műveletek - jegyzet a Gazdasági Műszaki Akadémia hallgatói számára, Budapest, 1951.
- Tettamanti Károly - Sárkány György: Vegyipari műveletek - jegyzet a BME Vegyipari műveletek IV. évfolyamos vegyészhallgatói számára, Budapest 1951.
- Tettamanti Károly - Sárkány György: Vegyipari műveletek - jegyzet a BME Vegyipari műveletek III. évfolyamos vegyészhallgatói számára, Budapest 1951.
- Tettamanti Károly - Pénzes Gézáné: Strepromicin biológiai értékmérése - Gyógyszeripari Kutató Intézet Kiadása, Budapest, 1954

## Családja
Fia Tettamanti Béla Károly (szül. 1944.09.23.). Lánya Tettamanti Edit.